# Chris Sivertson
Chris Sivertson és un cineasta estatunidenc.

## Biografia
Va debutar com a director amb All Cheerleaders Die (2001), que també va escriure i va dirigir juntament amb Lucky McKee.
En 2003, Siverton i Kevin Ford van codirigir un documental titulat Toolbox Murders: As It Was sobre la realització de la pel·lícula Toolbox Murders de Tobe Hooper de 2003.
En 2006, Sivertson i Eddie Steeples coescribieron i van codirigir The Best of Robbers, protagonitzada per Steeples.
La pel·lícula de Sivertson The Lost (2006) va adaptar la cèlebre novel·la policíaca de Jack Ketchum i s'ha convertit en un clàssic de culte.
La seva següent pel·lícula, Sé qui em va matar (2007), protagonitzada per Lindsay Lohan, no va ser ben rebuda per la crítica i va guanyar alguns Premis Golden Raspberry. Tanmateix, la pel·lícula va desenvolupar posteriorment un seguiment de culte, amb projeccions a Los Angeles, Silent Movie Theatre i NuArt; i el crític del The Boston Globe, Ty Burr la va comparar favorablement amb Sisters i Doble cos de Brian de Palma, així com amb les obres de David Lynch.
Sivertson ha escrit i produït altres pel·lícules, com Wicked Lake (2008).
Sivertson també va escriure i va dirigir la pel·lícula esportiva Brawler de 2011.
All Cheerleaders Die és una pel·lícula de terror de 2013 que va ser dirigida per Lucky McKee i Sivertson. La pel·lícula és una nova versió de la pel·lícula de 2001 All Cheerleaders Die. El 2015 va dirigir Fosques intencions i el 2018 el telefilm Shattered Memories.
El 2022, va dirigir Christina Ricci a Monstrous.